# Pierwszy rząd Mateusza Morawieckiego
Pierwszy rząd Mateusza Morawieckiego – Rada Ministrów pod kierownictwem premiera Mateusza Morawieckiego, powołana i zaprzysiężona przez prezydenta RP Andrzeja Dudę 11 grudnia 2017. 12 grudnia miało miejsce exposé premiera Morawieckiego, zaś rząd uzyskał w Sejmie wotum zaufania przy 243 głosach za i 192 głosach przeciw.
Zapleczem rządu był mający większość w Sejmie i Senacie Klub Parlamentarny Prawa i Sprawiedliwości. W skład Rady Ministrów wchodzili przedstawiciele PiS, Porozumienia i Solidarnej Polski. Rząd powołano w miejsce poprzedniego rządu tej samej koalicji, po złożeniu dymisji przez premier Beatę Szydło.
W dniu zaprzysiężenia jedynymi zmianami w stosunku do składu poprzedniego rządu była zmiana na fotelu prezesa Rady Ministrów i objęcie funkcji wicepremiera przez dotychczasową szefową rządu.
Rząd Mateusza Morawieckiego złożył dymisję 12 listopada 2019 na pierwszym posiedzeniu Sejmu wybranego w dniu 13 października 2019, tego samego dnia został przyjęta przez prezydenta. Rząd funkcjonował do momentu powołania nowego gabinetu trzy dni później.

## Wotum zaufania 12 grudnia 2017
| Klub                                                 | Klub                         | Głosowanie | Głosowanie     | Głosowanie | Nieobecni |
| Klub                                                 | Klub                         | Za         | Wstrzymali się | Przeciw    | Nieobecni |
| ---------------------------------------------------- | ---------------------------- | ---------- | -------------- | ---------- | --------- |
|                                                      | Prawo i Sprawiedliwość       | 235        | 0              | 0          | 2         |
|                                                      | Platforma Obywatelska        | 0          | 0              | 127        | 9         |
|                                                      | Kukiz’15                     | 0          | 0              | 25         | 5         |
|                                                      | Nowoczesna                   | 0          | 0              | 22         | 4         |
|                                                      | Polskie Stronnictwo Ludowe   | 0          | 0              | 13         | 2         |
|                                                      | Wolni i Solidarni            | 6          | 0              | 0          | 0         |
|                                                      | Unia Europejskich Demokratów | 0          | 0              | 4          | 0         |
|                                                      | Posłowie niezrzeszeni        | 2          | 0              | 1          | 3         |
| ŁĄCZNIE                                              | ŁĄCZNIE                      | 243        | 0              | 192        | 25        |
| Większość bezwzględna: 218, wotum zaufania udzielono |                              |            |                |            |           |

## Wotum zaufania 12 grudnia 2018

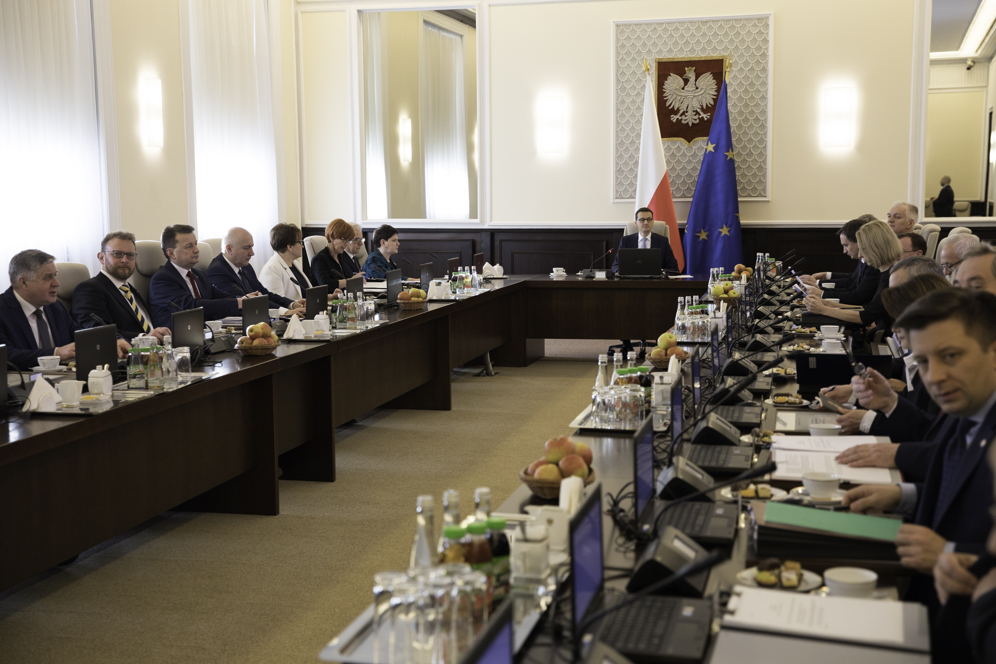
Posiedzenie rządu Mateusza Morawieckiego w sali im. Andrzeja Frycza Modrzewskiego w gmachu Kancelarii Prezesa Rady Ministrów (2018)

| Klub                                            | Klub                                                      | Głosowanie | Głosowanie     | Głosowanie | Nieobecni |
| Klub                                            | Klub                                                      | Za         | Wstrzymali się | Przeciw    | Nieobecni |
| ----------------------------------------------- | --------------------------------------------------------- | ---------- | -------------- | ---------- | --------- |
|                                                 | Prawo i Sprawiedliwość                                    | 221        | 0              | 0          | 15        |
|                                                 | Platforma Obywatelska – Koalicja Obywatelska              | 0          | 0              | 132        | 13        |
|                                                 | Kukiz’15                                                  | 0          | 0              | 21         | 5         |
|                                                 | Polskie Stronnictwo Ludowe – Unia Europejskich Demokratów | 0          | 0              | 13         | 4         |
|                                                 | Nowoczesna                                                | 0          | 0              | 11         | 3         |
|                                                 | Wolni i Solidarni                                         | 4          | 0              | 0          | 1         |
|                                                 | Teraz!                                                    | 0          | 0              | 3          | 0         |
|                                                 | Wolność i Skuteczni                                       | 0          | 0              | 0          | 3         |
|                                                 | Posłowie niezrzeszeni                                     | 6          | 2              | 1          | 1         |
| ŁĄCZNIE                                         | ŁĄCZNIE                                                   | 231        | 2              | 181        | 45        |
| Większość zwykła: 207, wotum zaufania udzielono |                                                           |            |                |            |           |

## Pierwsza Rada Ministrów Mateusza Morawieckiego (2017–2019)
| Funkcja                                              | Imię i nazwisko             | Imię i nazwisko                    | Czas pełnienia funkcji | Czas pełnienia funkcji |
| Funkcja                                              | Imię i nazwisko             | Imię i nazwisko                    | Od                     | Do                     |
| ---------------------------------------------------- | --------------------------- | ---------------------------------- | ---------------------- | ---------------------- |
| Prezes Rady Ministrów                                |                             | Mateusz Morawiecki (PiS)           | 11 grudnia 2017(dts)   | 15 listopada 2019(dts) |
| Minister rozwoju i finansów                          | 11 grudnia 2017(dts)        | Mateusz Morawiecki (PiS)           | 9 stycznia 2018(dts)   |                        |
| Wiceprezes Rady Ministrów                            | Piotr Gliński (PiS)         | 11 grudnia 2017(dts)               | 15 listopada 2019(dts) |                        |
| Minister kultury i dziedzictwa narodowego            | Piotr Gliński (PiS)         | 11 grudnia 2017(dts)               | 15 listopada 2019(dts) |                        |
| Przewodniczący Komitetu do spraw Pożytku Publicznego | Piotr Gliński (PiS)         | 11 grudnia 2017(dts)               | 15 listopada 2019(dts) |                        |
| Wiceprezes Rady Ministrów                            |                             | Jarosław Gowin (Porozumienie)      | 11 grudnia 2017(dts)   | 15 listopada 2019(dts) |
| Minister nauki i szkolnictwa wyższego                | 11 grudnia 2017(dts)        | Jarosław Gowin (Porozumienie)      | 15 listopada 2019(dts) |                        |
| Wiceprezes Rady Ministrów                            |                             | Beata Szydło (PiS)                 | 11 grudnia 2017(dts)   | 3 czerwca 2019(dts)    |
| Minister infrastruktury i budownictwa                | Andrzej Adamczyk (PiS)      | 11 grudnia 2017(dts)               | 9 stycznia 2018(dts)   |                        |
| Minister infrastruktury                              | Andrzej Adamczyk (PiS)      | 9 stycznia 2018(dts)               | 15 listopada 2019(dts) |                        |
| Minister sportu i turystyki                          | Witold Bańka (PiS)          | 11 grudnia 2017(dts)               | 15 listopada 2019(dts) |                        |
| Minister spraw wewnętrznych i administracji          | Mariusz Błaszczak (PiS)     | 11 grudnia 2017(dts)               | 9 stycznia 2018(dts)   |                        |
| Minister obrony narodowej                            | Mariusz Błaszczak (PiS)     | 9 stycznia 2018(dts)               | 15 listopada 2019(dts) |                        |
| Minister gospodarki morskiej i żeglugi śródlądowej   | Marek Gróbarczyk (PiS)      | 11 grudnia 2017(dts)               | 15 listopada 2019(dts) |                        |
| Minister rolnictwa i rozwoju wsi                     | Krzysztof Jurgiel (PiS)     | 11 grudnia 2017(dts)               | 19 czerwca 2018(dts)   |                        |
| Minister-członek Rady Ministrów                      | Mariusz Kamiński (PiS)      | 11 grudnia 2017(dts)               | 15 listopada 2019(dts) |                        |
| Minister spraw wewnętrznych i administracji          | Mariusz Kamiński (PiS)      | 14 sierpnia 2019(dts)              | 15 listopada 2019(dts) |                        |
| Minister-członek Rady Ministrów                      |                             | Beata Kempa (Solidarna Polska)     | 11 grudnia 2017(dts)   | 3 czerwca 2019(dts)    |
| Minister-członek Rady Ministrów                      |                             | Henryk Kowalczyk (PiS)             | 11 grudnia 2017(dts)   | 9 stycznia 2018(dts)   |
| Minister środowiska                                  | 9 stycznia 2018(dts)        | Henryk Kowalczyk (PiS)             | 15 listopada 2019(dts) |                        |
| Minister obrony narodowej                            | Antoni Macierewicz (PiS)    | 11 grudnia 2017(dts)               | 9 stycznia 2018(dts)   |                        |
| Minister zdrowia                                     | Konstanty Radziwiłł (PiS)   | 11 grudnia 2017(dts)               | 9 stycznia 2018(dts)   |                        |
| Minister rodziny, pracy i polityki społecznej        | Elżbieta Rafalska (PiS)     | 11 grudnia 2017(dts)               | 3 czerwca 2019(dts)    |                        |
| Minister cyfryzacji                                  |                             | Anna Streżyńska                    | 11 grudnia 2017(dts)   | 9 stycznia 2018(dts)   |
| Minister środowiska                                  |                             | Jan Szyszko (PiS)                  | 11 grudnia 2017(dts)   | 9 stycznia 2018(dts)   |
| Minister energii                                     | Krzysztof Tchórzewski (PiS) | 11 grudnia 2017(dts)               | 15 listopada 2019(dts) |                        |
| Minister spraw zagranicznych                         | Witold Waszczykowski (PiS)  | 11 grudnia 2017(dts)               | 9 stycznia 2018(dts)   |                        |
| Minister-członek Rady Ministrów                      | Elżbieta Witek (PiS)        | 11 grudnia 2017(dts)               | 18 grudnia 2017(dts)   |                        |
| Minister spraw wewnętrznych i administracji          | Elżbieta Witek (PiS)        | 4 czerwca 2019(dts)                | 9 sierpnia 2019(dts)   |                        |
| Minister edukacji narodowej                          | Anna Zalewska (PiS)         | 11 grudnia 2017(dts)               | 3 czerwca 2019(dts)    |                        |
| Minister sprawiedliwości                             |                             | Zbigniew Ziobro (Solidarna Polska) | 11 grudnia 2017(dts)   | 15 listopada 2019(dts) |
| Minister spraw wewnętrznych i administracji          |                             | Joachim Brudziński (PiS)           | 9 stycznia 2018(dts)   | 3 czerwca 2019(dts)    |
| Minister spraw zagranicznych                         |                             | Jacek Czaputowicz                  | 9 stycznia 2018(dts)   | 15 listopada 2019(dts) |
| Minister finansów                                    | Teresa Czerwińska           | 9 stycznia 2018(dts)               | 3 czerwca 2019(dts)    |                        |
| Minister przedsiębiorczości i technologii            |                             | Jadwiga Emilewicz (Porozumienie)   | 9 stycznia 2018(dts)   | 15 listopada 2019(dts) |
| Minister inwestycji i rozwoju                        |                             | Jerzy Kwieciński                   | 9 stycznia 2018(dts)   | 19 września 2019(dts)  |
| Minister finansów, inwestycji i rozwoju              | 20 września 2019(dts)       | Jerzy Kwieciński                   | 15 listopada 2019(dts) |                        |
| Minister zdrowia                                     | Łukasz Szumowski            | 9 stycznia 2018(dts)               | 15 listopada 2019(dts) |                        |
| Minister cyfryzacji                                  |                             | Marek Zagórski (PiS)               | 17 kwietnia 2018(dts)  | 15 listopada 2019(dts) |
| Minister rolnictwa i rozwoju wsi                     | Jan Ardanowski (PiS)        | 20 czerwca 2018(dts)               | 15 listopada 2019(dts) |                        |
| Wiceprezes Rady Ministrów                            | Jacek Sasin (PiS)           | 4 czerwca 2019(dts)                | 15 listopada 2019(dts) |                        |
| Minister finansów                                    |                             | Marian Banaś                       | 4 czerwca 2019(dts)    | 30 sierpnia 2019(dts)  |
| Minister rodziny, pracy i polityki społecznej        |                             | Bożena Borys-Szopa (PiS)           | 4 czerwca 2019(dts)    | 15 listopada 2019(dts) |
| Minister-członek Rady Ministrów                      | Michał Dworczyk (PiS)       | 4 czerwca 2019(dts)                | 15 listopada 2019(dts) |                        |
| Minister edukacji narodowej                          | Dariusz Piontkowski (PiS)   | 4 czerwca 2019(dts)                | 15 listopada 2019(dts) |                        |
| Minister-członek Rady Ministrów                      |                             | Michał Woś (Solidarna Polska)      | 4 czerwca 2019(dts)    | 15 listopada 2019(dts) |

## Program rządu Mateusza Morawieckiego
- kontynuacja planu Morawieckiego (Strategię na Rzecz Odpowiedzialnego Rozwoju) – zakłada on rozwinięcie własnego potencjału krajowego dla odpowiedzialnego rozwoju Polski i podniesienia jakości życia mieszkańców (Ministerstwo Rozwoju)[26],
- kontynuacja programu „Mieszkanie plus” (Ministerstwo Inwestycji i Rozwoju)[27][28],
- wprowadzenie obniżki od początku przyszłego roku (2019) podatku CIT dla małych firm z 15 do 9 proc. (w ramach tzw. Piątki Morawieckiego) (Ministerstwo Przedsiębiorczości i Technologii i Ministerstwo Finansów)[29][30],
- wprowadzenie małego ZUS-u naliczanego proporcjonalnie do przychodów dla firm osiągających miesięczne obroty do wysokości 2,5 minimalnych pensji w Polsce (w ramach tzw. Piątki Morawieckiego) (Ministerstwo Przedsiębiorczości i Technologii, Ministerstwo Finansów i Ministerstwo Rodziny, Pracy i Polityki Społecznej)[31][32][33],
- wprowadzenie programu „Dobry start” (tzw. Wyprawka) – 300 złotych na początku roku szkolnego dla każdego ucznia rozpoczynającego naukę w szkole podstawowej i średniej (w ramach tzw. Piątki Morawieckiego) (Ministerstwo Rodziny, Pracy i Polityki Społecznej i Ministerstwo Edukacji Narodowej)[34][35][36],
- Nowy fundusz budowy dróg lokalnych o wartości co najmniej 5 miliardów złotych (w ramach tzw. Piątki Morawieckiego) (Ministerstwo Infrastruktury)[37][38][39],
- wprowadzenie programu „Program Dostępność+” – likwidacja barier dla osób niepełnosprawnych (w ramach tzw. Piątki Morawieckiego) (Ministerstwo Inwestycji i Rozwoju)[40][41][42],
- „Program Mosty+” – sfinansowanie budowy 22 mostów na rzekach i drogach Polski w ramach programu „Mosty dla regionów” (Ministerstwo Inwestycji i Rozwoju i Ministerstwo Infrastruktury)[43][44].
- „Czyste Powietrze” – dofinansowanie wymiany starych i nieefektywnych źródeł ciepła na stałe nowoczesne źródła ciepła spełniające najwyższe normy. Program ma być realizowany do 2029 (Ministerstwo Środowiska)[45][46],
- „Mama 4 Plus” – zagwarantowanie matkom, które urodziły i wychowały przynajmniej czworo dzieci, prawa do rodzicielskiego świadczenia uzupełniającego w wysokości najniższej emerytury (1100 zł brutto) (Ministerstwo Rodziny, Pracy i Polityki Społecznej)[47][48].
- kontynuacja i rozszerzenie programu „Rodzina 500 plus” – rozszerzenie programu od 1 lipca 2019 na pierwsze dziecko niezależnie od kryterium dochodowego[49][50].

## W dniu zaprzysiężenia 11 grudnia 2017
- Mateusz Morawiecki (PiS) – prezes Rady Ministrów, minister rozwoju i finansów
- Piotr Gliński (PiS) – wiceprezes Rady Ministrów, minister kultury i dziedzictwa narodowego, przewodniczący Komitetu do spraw Pożytku Publicznego
- Jarosław Gowin (Porozumienie) – wiceprezes Rady Ministrów, minister nauki i szkolnictwa wyższego
- Beata Szydło (PiS) – wiceprezes Rady Ministrów
- Andrzej Adamczyk (PiS) – minister infrastruktury i budownictwa
- Witold Bańka (PiS) – minister sportu i turystyki
- Mariusz Błaszczak (PiS) – minister spraw wewnętrznych i administracji
- Marek Gróbarczyk (PiS) – minister gospodarki morskiej i żeglugi śródlądowej
- Krzysztof Jurgiel (PiS) – minister rolnictwa i rozwoju wsi
- Mariusz Kamiński (PiS) – minister-członek Rady Ministrów
- Beata Kempa (Solidarna Polska) – minister-członek Rady Ministrów
- Henryk Kowalczyk (PiS) – minister-członek Rady Ministrów
- Antoni Macierewicz (PiS) – minister obrony narodowej
- Konstanty Radziwiłł (PiS) – minister zdrowia
- Elżbieta Rafalska (PiS) – minister rodziny, pracy i polityki społecznej
- Anna Streżyńska (bezpartyjna) – minister cyfryzacji
- Jan Szyszko (PiS) – minister środowiska
- Krzysztof Tchórzewski (PiS) – minister energii
- Witold Waszczykowski (PiS) – minister spraw zagranicznych
- Elżbieta Witek (PiS) – minister-członek Rady Ministrów
- Anna Zalewska (PiS) – minister edukacji narodowej
- Zbigniew Ziobro (Solidarna Polska) – minister sprawiedliwości

## Kancelaria Prezesa Rady MinistrówMateusza Morawieckiego[51]od 11 grudnia 2017 do 15 listopada 2019
- Piotr Gliński (PiS) – wiceprezes Rady Ministrów, minister kultury i dziedzictwa narodowego, przewodniczący Komitetu do spraw Pożytku Publicznego, przewodniczący Komitetu Społecznego Rady Ministrów
- Jarosław Gowin (Porozumienie) – wiceprezes Rady Ministrów, minister nauki i szkolnictwa wyższego
- Jacek Sasin (PiS) – wiceprezes Rady Ministrów, przewodniczący Komitetu Stałego Rady Ministrów
- Mariusz Kamiński (PiS) – minister spraw wewnętrznych i administracji, koordynator służb specjalnych
- Michał Woś (Solidarna Polska) – minister-członek Rady Ministrów
- Anna Schmidt-Rodziewicz – sekretarz stanu, pełnomocnik Rządu ds. dialogu międzynarodowego
- Michał Dworczyk (PiS) – minister-członek Rady Ministrów, szef Kancelarii Premiera
- Piotr Müller (PiS) – sekretarz stanu, rzecznik prasowy rządu
- Adam Lipiński (PiS) – sekretarz stanu, pełnomocnik Rządu ds. społeczeństwa obywatelskiego, pełnomocnik Rządu ds. równego traktowania
- Piotr Naimski (PiS) – sekretarz stanu, pełnomocnik Rządu ds. strategicznej infrastruktury energetycznego
- Łukasz Schreiber (PiS) – sekretarz stanu ds. parlamentarnych
- Marek Suski (PiS) – sekretarz stanu, szef Gabinetu Politycznego Premiera
- Paweł Szrot – sekretarz stanu, zastępca szefa Kancelarii Premiera
- Maciej Wąsik (PiS) – sekretarz stanu, zastępca koordynatora służb specjalnych
- Tomasz Szczegielniak – podsekretarz stanu, sekretarz Rady Ministrów
- Magdalena Tarczewska-Szymańska – dyrektor generalny KPRM

## Gabinet polityczny premiera[52]
- Marek Suski (PiS) – sekretarz stanu, szef Gabinetu Politycznego Premiera
- Paweł Jabłoński – doradca Prezesa Rady Ministrów

## Rządowe Centrum Legislacji[53]
- Jolanta Rusiniak – prezes RCL
- Robert Brochocki – wiceprezes RCL
- Tomasz Dobrowolski – wiceprezes RCL

## Urzędy Wojewódzkie
województwo dolnośląskie
- vacat – wojewoda dolnośląski
  - Jarosław Kresa (PiS) – wicewojewoda dolnośląski

województwo kujawsko-pomorskie
- Mikołaj Bogdanowicz (PiS) – wojewoda kujawsko-pomorski
  - Józef Ramlau (PiS) – wicewojewoda kujawsko-pomorski

województwo lubelskie
- vacat – wojewoda lubelski
  - Robert Gmitruczuk (PiS) – wicewojewoda lubelski

województwo lubuskie
- vacat – wojewoda lubuski
  - Wojciech Perczak (PiS) – wicewojewoda lubuski

województwo łódzkie
- vacat – wojewoda łódzki
  - Karol Młynarczyk (PiS) – pierwszy wicewojewoda łódzki
  - Krzysztof Ciecióra (Porozumienie) – drugi wicewojewoda łódzki

województwo małopolskie
- Piotr Ćwik (PiS) – wojewoda małopolski
  - Zbigniew Starzec (PiS) – wicewojewoda małopolski

województwo mazowieckie
- vacat – wojewoda mazowiecki
  - Sylwester Dąbrowski (PiS) – pierwszy wicewojewoda mazowiecki
  - Artur Standowicz (PiS) – drugi wicewojewoda mazowiecki

województwo opolskie
- Adrian Czubak (PiS) – wojewoda opolski
  - vacat – wicewojewoda opolski

województwo podkarpackie
- vacat – wojewoda podkarpacki
  - Lucyna Podhalicz (PiS) – wicewojewoda podkarpacki

województwo podlaskie
- Bohdan Paszkowski (PiS) – wojewoda podlaski
  - Jan Zabielski (PiS) – wicewojewoda podlaski

województwo pomorskie
- Dariusz Drelich (PiS) – wojewoda pomorski
  - Mariusz Łuczyk (PiS) – wicewojewoda pomorski

województwo śląskie
- Jarosław Wieczorek (PiS) – wojewoda śląski
  - Jan Chrząszcz (PiS) – pierwszy wicewojewoda śląski
  - Robert Magdziarz (PiS) – drugi wicewojewoda śląski

województwo świętokrzyskie
- Zbigniew Koniusz (PiS) – wojewoda świętokrzyski
  - vacat – wicewojewoda świętokrzyski

województwo warmińsko-mazurskie
- Artur Chojecki (PiS) – wojewoda warmińsko-mazurski
  - Sławomir Sadowski (PiS) – wicewojewoda warmińsko-mazurski

województwo wielkopolskie
- vacat – wojewoda wielkopolski
  - Aneta Niestrawska – wicewojewoda wielkopolski

województwo zachodniopomorskie
- Tomasz Hinc (PiS) – wojewoda zachodniopomorski
  - Marek Subocz (PiS) – wicewojewoda zachodniopomorski